# Јазу Ноу (Јаши)
Јазу Ноу (рум. Iazu Nou) насеље је у Румунији у округу Јаши у општини Шипоте. Oпштина се налази на надморској висини од 62 m.

## Становништво
Према подацима из 2002. године у насељу је живело 1329 становника, од којих су сви румунске националности.